# Apácatorna
Apácatorna (hongrois : Apácatorna [ˈɒpaːʦɒtornɒ]) est une localité hongroise située dans le comitat de Veszprém.

## Site et localisation

### Topographie et hydrographie
La localité est située à 12 km à l'ouest de Devecser, dans la vallée du Torna.  
Les localités voisines sont Karakószörcsök au nord (2 km), Tüskevár (2 km) et Somlójenő (5 km) au nord-est, Szentimrefalva (5 km) au sud, Veszprémgalsa (2 km) au sud-ouest et Kisberzseny (2 km) à l'ouest.  

## Histoire
La localité, à l'origine nommée Torna, est mentionnée pour la première fois dans un document de 1317, bien que sa fondation remonte probablement au XIIIe siècle.  
Sous l'occupation ottomane, le village fut complètement détruit et resta inhabité jusqu'au milieu du XVIIIe siècle, date à laquelle il fut repeuplé et devint un village noble.  
Depuis 1908, la localité porte le nom d'Apácatorna, en référence à la rivière Torna, un affluent du Marcal, ainsi qu'au monastère de religieuses de Somlóvásárhely, dont elle constituait l'un des domaines.  

## Population

### Minorités culturelles et religieuses
Lors du recensement de 2011, 82,8 % des habitants se déclaraient Hongrois, tandis que 17,2 % n'ont pas répondu. La répartition religieuse était la suivante : 71,3 % catholiques romains, 0,6 % évangéliques, 1,3 % sans appartenance religieuse, tandis que 26,8 % n'ont pas répondu.  
En 2022, 68,6 % de la population se déclaraient Hongrois, 5,9 % Allemands, 3,3 % Roms, 0,7 % appartenant à une autre nationalité étrangère, tandis que 30,7 % n'ont pas répondu (en raison des identités multiples, le total peut dépasser 100 %).  
Concernant l'appartenance religieuse, 47,1 % étaient catholiques romains, 1,3 % catholiques grecs, 0,7 % réformés, 0,7 % évangéliques, 4,6 % sans appartenance religieuse, tandis que 45,8 % n'ont pas répondu.  

## Équipements

### Réseaux extra-urbains
L'axe routier principal est la route nationale 8, qui traverse la région d'est en ouest, passant à quelques centaines de mètres au nord de la localité. Toutefois, la route principale qui traverse le centre du village est la route 7326, qui assure également la liaison avec Veszprémgalsa.  
Les localités situées au nord sont accessibles via la route 8414, tandis que Tüskevár est reliée par la route secondaire 73 183.  

## Patrimoine local
Les vestiges des murs d'une église circulaire datant de l'époque Árpádienne sont intégrés dans la sacristie de l'église catholique romaine, construite entre 1941 et 1942.  

## Personnalités liées à la localité
Apácatorna est le lieu de naissance de Imre Karácson, historien, ainsi que de Ferenc Csongrádi, footballeur international hongrois.  